# Кумка східна
Кумка східна (Bombina orientalis) — вид земноводних з роду Кумка родини Кумкові. Поширений у Південно-Східній Азії. Отруйна амфібія.
Інша назва «китайська джерелянка».

## Опис
Загальна довжина досягає 5—7 см. Шкіра вкрита численними горбиками з гострими шипиками. Зверху забарвлена у темно—сірий, бурий (іноді майже чорний) або зелений колір. У деяких особин забарвлення змішане: зелені плями на спині розташовані на коричневому тлі. Черево має яскраво-червоний, помаранчевий, рідше жовтий колір з чорними плямами. Резонатори у самців відсутні.

## Спосіб життя
Полюбляє широколистяних, здебільшого дубові, хвойні, зокрема чорну ялиці, кедровники, кедрово—широколистяні та долинні ліси, а також відкриті простори у гирлах річок і на морському узбережжі. У гори зустрічається до висоти 500 м над рівнем моря. На відміну від європейських видів веде більш сухопутний спосіб життя. У лісі воліє місця з великою кількістю хмизу і потужним шаром підстилки з опалого листя.
Вдень на суші веде прихований спосіб життя, ховаючись в підстилку чи під камінням, активна лише у сутінках або вночі. У період розмноження активна і вдень, і вночі.
Кумки, що живуть у лісі, переважають наземні корма, збирані в підстилці або на поверхні ґрунту, а у кумок, які воліють ліги, — водні. Головну частку в раціоні складають комахи (гусінь метеликів, двокрилі, жуки, цикадки, клопи та ін.), павуки, рідше дощові хробаки, багатоніжки. Сеголетки споживають кліщів і колембол. Серед кормів пуголовок переважають різні водорості, а також гриби та найпростіші, рідше зустрічаються дрібні рачки і яйця комах.
Зимує на суходолі в ямах під шаром опалого листя, іноді групами до 6 особин. Відомі також випадки незвичайної зимівлі в радонових джерелах. Частина особин розташовується безпосередньо в місцях виходу геотермальних вод з температурою 16-24°С, вони активні тут усю зиму, харчуючись водними безхребетними. У деяких особин, які мешкали у ключах під льодом, в шлунках були знайдені п'явки.
Максимальна тривалість життя в природі не менше 20 років.

## Розмноження
Статева зрілість настає при довжині тіла 30-40 мм. На півдні Примор'я з'являється вже в першій декаді травня, на півночі на початку червня і пізніше. У період парування збуджені самці можуть схоплювати не тільки самок, але і один одного. Іноді утворюються клубки, що складаються з однієї самиці і декількох (до 7) самців.
Відкладання ікри починається через 2—3 доби. Період ікрометання розтягнутий з другої декади травня до початку серпня. Для розмноження використовуються водойми різного типу, що добре прогріваються (до 16-20°С) — від дрібних калюж і кюветів з каламутною водою на путівцях до стариць, заболочених ділянок на луках, у долинах і гирлах річок, озер. Глибина водойми може сягати до 1 м. Самиці приступають до ікрометання не всі відразу, а поступово групами.
Ікра дозріває в яйцепроводах самиць порціями по 38—45 штук. Усього самиця відкладає від 64 до 260 ікринок, в середньому близько 160—200, діаметром 7-8 мм (діаметр яйцеклітини 2,1—2,6 мм). Ікринки відкладаються під водою по одній, порціями 3—38 штук, в середньому 18 штук, на стебла трави (зазвичай осоки), на гілки, каміння або просто на дно на глибині 10—30 см. При відкладання ікри самиця приймає вертикальне положення уздовж стебла головою вгору і, обертаючись, робить декілька обертів навколо стебла. Самиці знаходяться у воді тільки в період відкладання ікри (близько 2 діб). Протягом періоду розмноження самиця може відвідувати нерестовище до 9 разів через 1—18 діб (в середньому через 11 діб).
Ембріональний розвиток триває 5—7 діб. Пуголовки починають вилуплюватися з ікринок у червні — наприкінці липня. Метаморфоз настає через 38—70 діб після відкладання ікри (в лабораторії при оптимальних умовах через 26 діб). Личинки активні протягом доби, з піком у світлий час. Сеголетки виходять з води в серпні—вересні, досягнувши довжини тіла 12—14 мм і ваги 200—400 мг.

## Поширення
Ареал охоплює південь Далекого Сходу Російської Федерації, північно-східний Китай (на південь до провінцій Аньхой і Цзянсу) і Корею.